# لا سارسا
لا سارسا (به اسپانیایی: La Zarza, Badajoz) یک شهرستان در اسپانیا است که در استان باداخس واقع شده‌است.